# Пуцолан
Пуцолан је песковити вулкански пепео. Пронађен је још у време старог Рима, у близини места Поцуоли у региону Везува (Италија), и од тог времена траје његово ископавање.
Природни пуцолан је пуцоланска земља (Италија), санторинска земља (Грчка) и вулкански туф. Сам се не стврдњава, већ се додаје кречном малтеру.Употребљава се као додатак за малтере и бетоне, јер смањује могућност исцветавања и побољшава обрадивост. Пуцолан везује слободни калцијум-хидрат и тиме делује против могућих исцветавања на површини. Повећава отпорност малтера и бетона на деловање влаге и хемијска нагризања.